# Dios nos libre del dinero
Dios nos libre del dinero è un brano musicale della cantante spagnola Rosalía, pubblicato il 3 luglio 2019 insieme al singolo Milionària come parte dell'EP Fucking Money Man.

## Tracce
Testi e musiche di Pablo Díaz-Reixa e Rosalía Vila.
1. Milionària – 2:18
2. Dios nos libre del dinero – 1:48

## Formazione
- Rosalía – voce, produzione
- El Guincho – produzione, registrazione
- Chris Athens – mastering
- Jaycen Joshua – missaggio

## Classifiche
| Classifica (2019) | Posizione massima |
| ----------------- | ----------------- |
| Spagna            | 24                |